# Episodi di Walker Texas Ranger (nona stagione)
La nona e ultima stagione della serie televisiva Walker Texas Ranger, formata da 24 episodi, è stata trasmessa sul canale statunitense CBS dal 7 ottobre 2000 al 19 maggio 2001. In Italia viene trasmessa in prima visione su Italia 1 dal 19 novembre 2002 al 6 marzo 2003.
| nº                   | Titolo originale                   | Titolo italiano                          | Prima TV USA     | Prima TV Italia  |
| -------------------- | ---------------------------------- | ---------------------------------------- | ---------------- | ---------------- |
| 1                    | Home of the Brave                  | La casa del coraggio                     | 7 ottobre 2000   | 19 novembre 2002 |
| 2                    | Deadly Situation                   | La trappola                              | 14 ottobre 2000  | 19 novembre 2002 |
| 3                    | White Buffalo                      | La leggenda di Bufalo Bianco             | 21 ottobre 2000  | 26 novembre 2002 |
| 4                    | The Avenging Angel                 | L'angelo vendicatore                     | 28 ottobre 2000  | 26 novembre 2002 |
| 5                    | The Winds of Change (1)            | Il presidente                            | 4 novembre 2000  | 3 dicembre 2002  |
| 6                    | Lazarus (2)                        | Il presidente                            | 11 novembre 2000 | 3 dicembre 2002  |
| 7                    | Turning Point (3)                  | Il presidente                            | 18 novembre 2000 | 10 dicembre 2002 |
| 8                    | Retribution (4)                    | Il presidente                            | 25 novembre 2000 | 10 dicembre 2002 |
| 9                    | Child of Hope                      | Il figlio della speranza                 | 9 dicembre 2000  | 17 dicembre 2002 |
| 10                   | Faith                              | Faith                                    | 16 dicembre 2000 | 17 dicembre 2002 |
| 11                   | Golden Boy                         | Un ragazzo d'oro                         | 13 gennaio 2001  | 24 dicembre 2002 |
| 12                   | Desperate Measures                 | La fuga                                  | 20 gennaio 2001  | 7 gennaio 2003   |
| 13                   | Division Street                    | Gioco di squadra                         | 3 febbraio 2001  | 7 gennaio 2003   |
| 14                   | Saturday Night                     | Il club di Frank                         | 10 febbraio 2001 | 14 gennaio 2003  |
| 15                   | Justice for All                    | Avvocati senza scrupoli                  | 17 febbraio 2001 | 14 gennaio 2003  |
| 16                   | 6 Hours                            | Il riscatto                              | 31 marzo 2001    | 21 gennaio 2003  |
| 17                   | Medieval Crimes                    | Il cavaliere nero                        | 7 aprile 2001    | 21 gennaio 2003  |
| 18                   | Legends                            | Verdetto pericoloso                      | 14 aprile 2001   | 21 gennaio 2003  |
| 19                   | Unsafe Speed                       | Una banda di duri                        | 21 aprile 2001   | 28 gennaio 2003  |
| 20                   | Without a Sound                    | Vita senza suoni                         | 28 aprile 2001   | 4 febbraio 2003  |
| 21                   | Blood Diamonds                     | Pioggia di diamanti                      | 5 maggio 2001    | 4 febbraio 2003  |
| 22                   | Reel Rangers                       | I centauri                               | 11 maggio 2001   | 11 febbraio 2003 |
| 23                   | The Final Show/Down Part 1 & 2     | Scontro finale                           | 19 maggio 2001   | 6 marzo 2003     |
| 24                   | The Final Show/Down Part 1 & 2     | Scontro finale                           | 19 maggio 2001   | 6 marzo 2003     |
| Television film 2005 | Walker Texas Ranger: Trial of Fire | Walker Texas Ranger - Processo infuocato |                  |                  |

## La casa del coraggio
- Titolo originale: Home of the Brave
- Diretto da: Michael Preece
- Scritto da: Rob Wright

### Trama
I Ranger indagano su una banda che rapisce neonati per venderli a coppie senza figli; fingendosi genitori adottivi, Gage e Sydney riescono ad avvicinare i criminali che vengono quindi arrestati. Nel frattempo, il proprietario di un palazzo intende demolirlo, ma gli inquilini non hanno intenzione di andarsene e l'uomo li fa picchiare dai suoi scagnozzi. Con l'aiuto di Alex, gli inquilini ottengono l'annullamento dello sfratto: il padrone decide tuttavia di far crollare il palazzo e fa mettere una bomba nelle caldaie. Un bambino si accorge di ciò e il criminale lo rinchiude in una stanza. L'esplosione non è sufficiente a far crollare l'edificio e i Ranger aiutano i soccorritori a mettere in salvo gli occupanti. Walker e Trivette rientrano per cercare il bambino, rimasto bloccato sotto una trave, e si accorgono dell'odore di esplosivo: il padrone dell'edificio, che era giunto sul posto fingendosi preoccupato, viene arrestato da Gage e Sydney. Nel palazzo scoppia intanto un incendio che impedisce a Trivette di rientrare coi rinforzi, ma Walker riesce a liberare il bambino dalle macerie portandolo in salvo.

## La trappola
- Titolo originale: Deadly Situation
- Diretto da: Eric Norris
- Scritto da: Rob Wright

### Trama
Cooper, un giovane poliziotto, è accusato di traffico di droga e dell'uccisione di un collega. In realtà il colpevole è un suo superiore, che l'ha incastrato prima che Cooper, avendolo scoperto, potesse denunciarlo. Cooper è costretto a chiudersi in un edificio per non essere arrestato, prendendo in ostaggio le persone che vi si trovano, tra cui Alex; ben presto la zona è circondata dai cecchini e l'agente resta ferito per salvare uno degli ostaggi che si era avvicinato a una finestra. Sul posto arriva anche Walker che entra nell'edificio per trattare con Cooper; avendo appreso la verità dal giovane, il Ranger passa dalla sua parte e riesce a dimostrare la sua innocenza. Il vero colpevole, rifugiatosi in casa sua, si suicida per non essere arrestato.

## La leggenda di Bufalo Bianco
- Titolo originale: White Buffalo
- Diretto da: Mike Norris
- Scritto da: Janet A. Wilson e Michael L. Wilson

### Trama
Sul mercato di Dallas è comparsa una nuova droga chiamata "Bufalo bianco" che ha causato la morte di vari giovani. Intanto nella riserva Cherokee vi è una festa dedicata al bufalo bianco (in realtà un bisonte) e la statua dell'animale inizia a piangere. Lo sciamano spiega che lo spirito del bufalo si è offeso in quanto il suo nome è stato collegato alla droga. Alex e Sydney, che si trovano alla festa, accompagnano una ragazzina indiana al luogo in cui suo nonno aveva ucciso il bufalo, divenuto luogo di culto, ma si imbattono nei produttori di droga che usano come base una baracca abbandonata. Vistisi scoperti, i criminali cercano di uccidere le tre intruse e feriscono Sydney in una sparatoria. La ragazzina riesce tuttavia a cancellare le tracce, rallentando gli inseguitori che vengono poi affrontati e sconfitti da Walker. I Ranger arrestano anche il resto della banda e la statua smette di piangere.

## L'angelo vendicatore
- Titolo originale: The Avening Angel
- Diretto da: Mike Norris
- Scritto da: Shel Willens

### Trama
Il proprietario di una palestra viene minacciato da un losco imprenditore che, dopo aver mandato in fallimento altre società in cui era entrato a far parte, vuole obbligarlo a vendergli la sua attività. L'uomo rifiuta e uno dei suoi lottatori, che si faceva chiamare "L'angelo vendicatore" in quanto si calava sul ring con un cavo, viene fatto morire durante uno spettacolo. Mentre Walker lascia Gage e Sydney ad indagare, il padrone rifiuta un'ulteriore offerta dell'imprenditore ed un altro lottatore viene aggredito, venendo salvato dai due Ranger, che proteggono inoltre la nipote dell'uomo da un rapimento. Poiché i delinquenti arrestati non intendono testimoniare contro il criminale, Walker ed Alex radunano tutte le vittime dell'imprenditore convincendole a sporgere denuncia, in cambio della protezione; il criminale viene quindi catturato e condannato.
- Nota: alla fine di questo episodio viene comunicata a Walker la morte di C.D., apparentemente dovuta ad un infarto; la verità verrà scoperta nell'ultimo episodio della serie, Scontro finale.
- Guest Star: Ernest Borgnine, Wade Williams

## Il presidente
- Titolo originale: The Winds of Change, Lazarus, Turning Point e Retribution
- Diretto da: Eric Norris e Michael Preece
- Scritto da: Rob Wright (soggetto), Rob Wright, Galen Tong, Duke Sandefur e Raymond Hartung (sceneggiatura)

### Trama
Un esperto di computer che lavora per un criminale detto Il presidente è riuscito ad entrare negli archivi dell'F.B.I e di altre organizzazioni investigative, scoprendo la lista degli agenti in incognito. Il presidente così contatta i principali boss della mafia pretendendo una grossa somma per liberarli dagli agenti infiltrati, che fa uccidere da un suo killer chiamato Lazzaro. Nel frattempo Cardoza, uno dei boss, non intende pagarlo e il presidente fa fallire un suo attentato contro una senatrice degli USA, avvertendo i Ranger che neutralizzano gli uomini. La senatrice, preoccupata per i vari omicidi degli agenti infiltrati, organizza una squadra speciale composta da Walker, Trivette, Gage e Sydney e da un agente di New York, Vincent Rosetti; Trivette inserisce nella squadra anche Buzz, una piratessa informatica finita in prigione. Cardoza intanto ha ceduto pagando Il presidente e scopre che la donna che finge di essere la sua amante è in realtà un agente in incognito; dà quindi l'ordine di ucciderla, gettandola in mare affinché affoghi. I Ranger avvertiti dall'F.B.I. si precipitano alla villa di Cardoza. Walker si tuffa da un elicottero e la salva, mentre Gage e Sidney eliminano gli uomini di Cardoza e Trivette e Rosetti inseguono su un elicottero il motoscafo con il boss e Lazzaro e si scatena una sparatoria. La barca si scontra su una pompa di benzina e Cardoza muore. Lazzaro, che era con lui, riesce però a salvarsi.  Mentre la squadra speciale continua la lotta contro Il presidente, due anziani che hanno assistito ad un omicidio intendono testimoniare ed Alex prepara il processo. L'assassino però è il figlio di uno dei boss che paga il presidente e, infatti, si rivolge a quest'ultimo che manda Lazzaro ad eliminare i due testimoni. Anticipando la mossa, Walker e Rosetti aspettano il killer che tuttavia rifiuta di arrendersi e spara sui due agenti. Preoccupato per la vita di Walker, Rosetti è costretto a sparare a Lazzaro che muore prima di poter essere interrogato sull'identità del mandante. Il figlio del boss, accettando la sua condanna, cede e racconta tutti gli affari illeciti del padre e dei suoi rapporti con Il presidente. I Ranger così si recano alla casa del boss e lo arrestano mentre stava parlando con una telecamera col presidente. Capito ognuno dei due chi è l'avversario, Walker e il presidente si lanciano la sfida. Buzz riesce a fornire un elenco di tutti i boss coi quali il presidente è entrato in contatto ed i Ranger iniziano ad arrestarli ed interrogarli. Gage e Sydney convincono un uomo che lavorava per uno dei criminali a collaborare con la giustizia e lo scortano a Dallas su un aereo. Un altro killer che lavora per il presidente mette un marchingegno sull'aereo in modo che Wizard, l'assistente del presidente, riesca a mettersi in contatto con il computer dell'aereo e lo manometta, aprendo le valvole del carburante per farlo precipitare. Tramite gli ordini del presidente Wizard fa addormentare tutti i presenti sull'aereo compresi i piloti tranne Gage. Buzz si accorge di ciò e inizia una lotta tramite computer con Wizard. Gage telefona a Buzz e riesce a prendere il controllo dell'aereo, aiutato da Walker che gli dà istruzioni via telefono. Il presidente, accortosi di ciò, ordina a Wizard di scaricare completamente il carburante, rendendo quindi la situazione ancor più difficile per Gage. Buzz tenta di fermare i tentativi di sabotaggio di Wizard, e alla fine ci riesce. Walker dà altre istruzioni a Gage, che riesce a risvegliare anche i piloti. L'aereo riesce quindi ad atterrare, mentre Il presidente si infuria con Wizard e minaccia di ucciderlo. I Ranger quindi si recano alla casa del boss contro il quale il criminale ha testimoniato, e viene arrestato da Rosetti essendo una sua vecchia conoscenza. Il presidente così decide che eliminerà tutti i componenti della squadra speciale. I boss rimasti in libertà sono infuriati col presidente per non essere riuscito a proteggerli dai Ranger, facendo arrestare tre boss, e minacciano di non versare più i loro soldi se non riuscirà ad eliminare la squadra di Walker. Il presidente si fa quindi inviare vari killer per uccidere Walker e il resto della squadra speciale. Grazie a Buzz, i Ranger vengono a conoscenza del pericolo e Walker fa sorvegliare Alex da due guardie del corpo. Trivette e Rosetti invece sono vittima di un agguato, ma si salvano grazie al giubbotto antiproiettile e riescono ad arrestare uno di loro. Nel frattempo inoltre arrestano altri due boss, e Walker sfida ancora Il presidente, il quale si infuria con il suo killer per aver fallito la missione, così tenta di spingere i Ranger in una trappola. Successivamente questi fanno irruzione nel luogo d'incontro dei criminali, ma all'improvviso escono altri killer e si scatena un feroce combattimento. Alla fine i Ranger li arrestano, ma tra loro manca Il presidente. Questi attira in trappola Alex e la rapisce; intanto Buzz ne scopre il covo, ma i Ranger vi trovano soltanto Wizard, ferito a morte dal suo capo, che fa in tempo a dare delle preziose informazioni sull'identità reale del criminale: il suo vero nome è Nolan Pierce e in passato è stato il contabile di una famiglia mafiosa, ma finì in galera e successivamente ha ucciso l'agente che gli aveva promesso la grazia se avesse parlato. Il presidente telefona a Walker dicendogli di recarsi da solo al posto dove ha rapito Alex. Arrivato, il Ranger scopre che il criminale ha legato Alex vicino ad una bomba, ma Walker con uno stratagemma riesce a neutralizzarla e libera Alex, mentre il criminale muore nell'esplosione. Tutti i restanti boss protetti dal presidente vengono così assicurati alla giustizia. Terminato il lavoro della squadra speciale, Rosetti torna a New York mentre Buzz ottiene la libertà grazie all'aiuto che ha fornito ai Ranger.
● Guest Star: Michael Ironside, James Karen, Paula Trickey, Lisa Rotondi, Peter Onorati, T. J. Thyne

## Il figlio della speranza
- Titolo originale: Child of Hope
- Diretto da: Mike Norris
- Scritto da: Julie Beers

### Trama
Uscito di prigione, un giovane rimane nuovamente coinvolto in una rapina, per mantenere la sua compagna e il figlio di pochi mesi. La rapina si trasforma però in un omicidio in quanto i padroni della villa rientrano prima del previsto: il giovane fugge e viene ucciso dal capo dei criminali. La sua compagna, fuggendo, affida il neonato ad Alex che lo adotta temporaneamente; i Ranger identificano intanto il ragazzo ucciso e arrestano gran parte della banda. Il capo e un altro complice, sfuggiti all'arresto, seguono la madre del bambino fino alla casa di Walker, dove tentano di uccidere lei ed Alex. Rientrato proprio in quel momento, Walker spara sui delinquenti e li uccide. La madre del bambino, non sapendo come mantenerlo, vorrebbe lasciarlo ad Alex, ma Walker ha rintracciato i genitori della ragazza che erano in lite con lei ma che ora sono disposti ad aiutarla. Alla fine Alex scopre di essere incinta.

## Faith
- Titolo originale: Faith
- Diretto da: Michael Preece
- Scritto da: Rob Wright

### Trama
Dionne, un'amica di Walker ed Alex che ha perso la figlia a causa di un'overdose, si prende cura della nipotina di nome Faith che ha un problema al fegato dalla nascita. Le condizioni della bambina tuttavia peggiorano e si rende necessario un trapianto di fegato; questo viene trovato in un ospedale di un'altra città ed inviato a Dallas con un'ambulanza. Alcuni banditi in fuga da una rapina sequestrano però l'ambulanza, costringendo l'infermiere a curare uno di loro rimasto ferito. Walker trova una pistola dei criminali che, riconosciuta dal negoziante, permette di risalire alla loro identità; appreso che questi hanno come base una fattoria abbandonata, Walker e Trivette vi si precipitano in elicottero, arrivando in tempo per recuperare il fegato e salvare l'infermiere, che stava per essere ucciso dai rapinatori. Il trapianto va a buon fine, mentre i criminali, cercando di sfuggire a Trivette, hanno un incidente e la loro macchina esplode.
● Guest Star: Dionne Warwick (Dionne)

## Un ragazzo d'oro
- Titolo originale: Golden Boy
- Diretto da: Eric Norris
- Scritto da: Chuck Norris (soggetto); Raymond Hartung (sceneggiatura)

### Trama
Johann, un ragazzo che Walker ha aiutato a uscire da una banda minorile, è ora un campione di boxe ed ha ottimi voti a scuola; ha tuttavia problemi col padre, che picchia sia lui che sua madre. Una sera il padre pretende di guidare nonostante sia ubriaco, causando un incidente in cui muoiono lui e la moglie. Walker ed Alex prendono in custodia il ragazzo, ma questo non impedisce che lui, sconvolto, trascuri lo studio e finisca nuovamente in un gruppo di teppisti. Quando scopre però che il capo della banda spaccia droga nelle scuole, il giovane si rende conto dell'errore e impedisce al capo di uccidere un ragazzo che questi aveva ferito con un coltello. Johann è però costretto a fuggire in quanto il capo della banda e i suoi complici vogliono ucciderlo. Walker viene informato dell'aggressione e i sospetti sembrano ricadere proprio su Johann. Mario, il ragazzo accoltellato, si riprende e scagiona Johann, con Walker che parte alla ricerca del ragazzo, ora in serio pericolo. Quando lo ritrova, il ragazzo rivela a Walker il nascondiglio dei trafficanti, che vengono così arrestati. Superato lo smarrimento, il ragazzo riesce a vincere una borsa di studio oltre che un incontro di boxe, durante il quale vede lo spirito di sua madre.
● Guest Star: Nicholas Gonzalez (Johann)

## La fuga
- Titolo originale: Desperate Measures
- Diretto da: Michael Preece
- Scritto da: Duke Sanderfur

### Trama
Quattro detenute stanno per essere trasferite in un carcere femminile, quando i compagni di due di loro assaltano il pullman e le liberano. Durante una rapina vengono però arrestate dai Ranger che le aspettavano sul posto. Laura, una delle altre due detenute, è in realtà innocente e viene aiutata da suo zio che le presta il furgone. Nella fuga, le due donne incontrano Gage che sta tornando da un raduno di moto e gli danno un passaggio, usandolo come copertura. Appreso che Gage è un Ranger, una di loro vuole ucciderlo, ma Laura lo difende, riuscendo poi a fuggire mentre Gage arresta la sua complice. Laura si reca alla scuola del figlio, ma viene catturata dagli scagnozzi del suo ex marito; questo aveva eliminato il suo socio facendo ricadere la colpa sulla donna ed ora intende ucciderla. I Ranger arrivano sul posto ed arrestano il marito, mentre Laura ottiene la libertà provvisoria in attesa di un nuovo processo.

## Gioco di squadra
- Titolo originale: Division Street
- Diretto da: Mike Norris
- Scritto da: Aaron Norris e Galen Tong (soggetto), Julie Beers (sceneggiatore)

### Trama
Boomer, un ex teppista arrestato anni prima da Walker, è ora un uomo onesto e amico del Ranger. Boomer ha aperto un centro in cui insegna il basket ai ragazzi, con la speranza di togliere dalla strada due bande di teppisti della zona. I suoi tentativi irritano uno spacciatore di droga che dà ordine ad una delle bande di distruggere la palestra. In seguito, Boomer riesce a convincere i teppisti che il loro comportamento li porterà in prigione, facendo ascoltare loro i racconti di altri ex detenuti; dopo qualche esitazione, i capi delle due bande fanno pace e iniziano ad allenarsi assieme cercando di vincere un torneo di basket contro un altro quartiere. Lo spacciatore, infuriato dal fatto che i ragazzi hanno smesso di lavorare per lui, fa rapire Boomer con l'intenzione di impiccarlo. I ragazzi si ribellano allo spacciatore e salvano Boomer, il quale li convince a non uccidere il criminale, che viene così arrestato.
● Guest Star: Hulk Hogan (Boomer)

## Il club di Frank
- Titolo originale: Saturday Night
- Diretto da: Eric Norris
- Scritto da: Rob Wright

### Trama
Frank è proprietario di un locale dove si esibisce come cantante, che ha aperto chiedendo un prestito ad una famiglia mafiosa. Quando ormai Frank ha saldato il debito, i delinquenti lo vogliono obbligare, minacciando la sua famiglia, a vendere loro il locale; questo servirebbe ai mafiosi per riciclare il denaro sporco. Nel frattempo i mafiosi stanno tassando tutti i commercianti della zona, gettando nell'acido chi non paga; Trivette si finge commerciante per incastrarli, mentre Gage e Sydney arrestano una parte della banda e salvano una delle vittime. Nessuno degli arrestati testimonia però contro i loro capi e Walker, d'accordo con Frank, lo fornisce di un microfono nascosto. Al momento di cedere l'attività, Frank rifiuta di firmare, cosicché i criminali lo minacciano di morte, venendo registrati. Ottenuta la prova, Walker e Trivette si precipitano nel locale e, con l'aiuto di Frank, Gage e Sydney, catturano la banda.

## Avvocati senza scrupoli
- Titolo originale: Justice for All
- Diretto da: Christian I. Nyby II
- Scritto da: Chuck Norris (soggetto); Gordon T. Dawson (sceneggiatore)

### Trama
Uno stupratore viene arrestato e picchiato da due agenti, ma un avvocato corrotto gli promette che non sarà condannato e pretende inoltre un grosso risarcimento dagli agenti, tenendone metà per lui. Prima del processo, l'avvocato viene però ucciso e Walker viene chiamato ad indagare. In apparenza, risulta che a sparare sia stato uno degli agenti, che poi si suicida. Walker non è convinto della colpevolezza del poliziotto e continua le indagini. Il vero colpevole è difatti un altro avvocato, come sembrerebbe dalle ultime parole dell'avvocato ucciso, registrate dalla sua guardia del corpo. Questo si presenta dall'avvocato dicendogli che in cambio di una grossa somma gli consegnerà la prova. Ignorando che l'altro lo sta registrando, il criminale confessa di aver ucciso il suo collega perché avevano litigato e di aver truccato le prove facendo ricadere la colpa sull'agente, che poi ha ucciso facendolo sembrare un suicidio. L'avvocato cerca di eliminare anche la guardia, ma Walker e Trivette lo arrestano. Intanto lo stupratore, che aveva aggredito un'altra donna, viene sconfitto dal padre di questa, che lo fa arrestare.

## Il riscatto
- Titolo originale: 6 Hours
- Diretto da: Michael Preece
- Scritto da: Fred A. Wyler

### Trama
Un ricchissimo uomo d'affari è coinvolto in una sparatoria durante una festa di beneficenza. La sparatoria è però solo un diversivo, per permettere alla guardia del corpo di rapire la figlia dell'uomo fingendo di portarla in salvo. Il criminale chiede un grosso riscatto entro sei ore ed ha creato un sito web in cui si vede la ragazza legata davanti a un'arma, collegata a un timer, che la ucciderà allo scadere del tempo. Gage arresta il suo complice che doveva aiutarlo a fuggire su un aereo, ma questo non dà indicazioni sul nascondiglio del rapitore, che viene tuttavia rintracciato durante una telefonata. Pur avendo ottenuto il denaro, il criminale si rifiuta di spegnere il timer, poiché odia il suo padrone e la figlia per la loro ricchezza.  All'ultimo minuto, lottando con Walker, il rapitore finisce però nella traiettoria dell'arma che lo uccide.

## Il cavaliere nero
- Titolo originale: Medieval Crimes
- Diretto da: Eric Norris
- Scritto da: Raymund Hartung e Chuck Norris

### Trama
Una banda di ladri acrobati compie alcuni furti a Dallas. Durante una rapina, uno dei ladri viene ucciso, venendo poi identificato come dipendente del "Medieval Times", un ristorante che dà spettacoli ispirati ai tornei tra cavalieri. Convinto che anche gli altri componenti della banda lavorino in quel posto, Walker vi infiltra Gage, che sostituisce il dipendente ucciso, e Sydney, che trova lavoro come cameriera. La copertura funziona finché i delinquenti, scoperta la vera identità di Gage, decidono di eliminarlo durante lo spettacolo. Dovendo combattere con Gage, uno dei ladri sostituisce la propria lancia finta con una vera, ma il suo tentativo fallisce e viene sconfitto in duello dal Ranger, mentre Walker, sceso nell'arena, arresta l'altro delinquente. Nel frattempo, Trivette si reca in un'altra città per scortare un prigioniero che deve testimoniare a un processo. Questo è uno iettatore e a Trivette capitano disavventure a ripetizione prima dell'arrivo a Dallas.

## Verdetto pericoloso
- Titolo originale: Legends
- Diretto da: Mike Norris
- Scritto da: Rob Wright

### Trama
Alex riesce a far condannare un boss della malavita, ma suo figlio giura di vendicarlo. Il giorno seguente un'assistente del processo viene investita ed uccisa; Gage e Sydney riescono a risalire al conducente, ma questo viene ucciso prima di poter essere interrogato. In seguito anche il giudice è vittima di un'esplosione ed anche in questo caso i killer stanno per essere eliminati a lavoro finito, ma Trivette riesce a salvarne uno arrestandolo. Questo fornisce la descrizione del criminale che lo aveva contattato e che, inseguito da Gage e Sydney, si rifugia nell'ufficio del figlio del boss, che lo uccide invece di pagarlo. Per terminare la vendetta, il criminale si reca a casa di Walker per uccidere lui e Alex, (in realtà, Sydney travestita) ma viene catturato insieme ai suoi complici.

## Una banda di duri
- Titolo originale: Unsafe Speed
- Diretto da: Garry A. Brown
- Scritto da: Duke Sandefur

### Trama
Un camionista che trasporta droga ne assume una dose e causa un incidente, investendo una famiglia e morendo lui stesso. L'uomo riesce a dire ai Ranger che a vendergli la droga è stata una banda di motociclisti; Alex scopre inoltre che la patente del camionista è falsa e Trivette, fingendosi un guidatore imbranato, trova chi rilascia le patenti a pagamento e lo arresta. Intanto Gage e Sydney si spacciano per teppisti avvicinando la banda, ma per farne parte devono prima commettere un reato, così sparano ad un agente che li aveva fermati; mandato sul posto da Walker, l'agente si era però attrezzato con un giubbotto antiproiettile. Durante lo spaccio della droga, uno dei camionisti riconosce Gage che rischia di essere ucciso dai criminali, ma l'arrivo di Walker e Trivette lo salva. Mentre la banda viene arrestata, il capo dei delinquenti decide di far esplodere il laboratorio con Sydney all'interno. Walker lo cattura, mentre Gage mette in salvo la sua collega.

## Vita senza suoni
- Titolo originale: Without a Sound
- Diretto da: Mike Norris
- Scritto da: Aurorae Khoo

### Trama
Gage e Sydney si recano ad una festa, che finisce in tragedia perché due loro amici, che avevano sorpreso dei ladri d'auto, vengono uccisi. Prima di fuggire, i ladri sparano a Gage causando l'esplosione di un'auto vicina. Sopravvissuto all'incidente, Gage rimane però sordo e viene accudito da Sydney, ma riesce a descrivere uno dei delinquenti e Walker e Trivette iniziano a dargli la caccia. Prima di operarlo, il dottore convince Gage a recarsi ad una scuola per sordi, in quanto non ci sono garanzie che l'intervento riesca. I criminali cercano intanto di eliminare Gage, ma l'attentato fallisce, ed i Ranger scoprono successivamente il covo dei ladri e li arrestano. Tra loro non vi è però il capo della banda, che è penetrato nella sede dei Ranger per uccidere Gage personalmente. Walker, Trivette e Sydney si affrettano a tornare indietro, ma al loro arrivo Gage ha già affrontato e sconfitto il delinquente. Il Ranger viene infine operato e recupera l'udito.

## Pioggia di diamanti
- Titolo originale: Blood Diamonds
- Diretto da: Eric Norris
- Scritto da: Raymund Hartung

### Trama
Un uomo viene ucciso in un albergo: i Ranger scoprono che era un ribelle proveniente dalla Sierra Leone, arrivato a Dallas per rifornirsi di armi. Fingendosi il ribelle ucciso, Trivette (accompagnato da Walker) riesce a incontrare i trafficanti d'armi, pagandoli con un sacchetto di diamanti che l'uomo aveva addosso. Il pagamento prevedeva però altri diamanti e i Ranger li recuperano arrestando un gruppo di ribelli che sarebbero stati gli acquirenti delle armi. Nel frattempo si scopre che il ribelle era infettato dall'ebola e varie persone, tra cui Alex, Gage e Sydney, vengono messe in quarantena. All'insaputa dei Ranger, i trafficanti d'armi hanno scoperto la loro identità e prima che questi tornino coi rinforzi per arrestarli, prendono in ostaggio Trivette obbligando Walker a consegnare loro i diamanti. Durante lo scambio i criminali uccidono Trivette e poi lo stesso Walker, ma l'intero episodio è solo un incubo di Alex.

## I centauri
- Titolo originale: Reel Rangers
- Diretto da: Christian I. Nyby II
- Scritto da: Julie Beers

### Trama
I Ranger hanno ora in dotazione delle moto e Trivette, Gage e Sydney ne sono entusiasti, mentre Walker è impegnato a preparare la camera per la bambina. I tre Ranger incontrano un regista che li convince a far parte del suo film, nonostante il produttore cerchi invece di scacciarli. Quando Gage salva una delle attrici da uno spasimante pazzo, Trivette scopre che il produttore non rispetta le norme di sicurezza, essendo un film a basso costo. I Ranger iniziano quindi ad indagare sul suo conto e scoprono che l'uomo usa i film come copertura, mentre in realtà è un trafficante di droga che importa dal Messico. Intanto il fratello dell'attrice, che aveva notato qualcosa, rischia di essere ucciso ma riesce a fuggire, fornendo un'ulteriore prova ai Ranger. Walker raggiunge i suoi colleghi in Messico, catturando il produttore e il resto della banda.

## Scontro finale
- Titolo originale: The Final Showdown: Part 1-2
- Diretto da: Aaron Norris
- Scritto da: Gordon T. Dawson

### Trama
La bambina di Alex e Walker sta ormai per nascere, mentre un'ex fidanzata di Trivette torna a trovarlo e i due decidono di sposarsi. Un giorno, poco prima dell'arrivo della bimba, i Ranger decidono di organizzare un pranzo tutti insieme, compresi Wade Harper, uno dei migliori Ranger di sempre, e sua moglie Betsy. Nel frattempo Emil Lavocat, il primo criminale della serie creduto morto dopo essersi dato fuoco, decide di riformare il suo esercito di criminali. Si reca quindi alla prigione di Hostonville, dove sono rinchiusi i suoi migliori uomini (Chastain, Dollarhide, Graves e Shiltz, che furono arrestati da Walker nel primo episodio) e li fa evadere, uccidendo con grande facilità le guardie della prigione. I Ranger, informati dell'accaduto, raccontano a Sydney e Gage la storia della banda di Lavocat, il quale era stato ricoverato in un manicomio dopo l'arresto ma si era fatto credere morto dandosi fuoco, quindi credono che colui che ha fatto evadere i quattro non possa essere altro che lui. Lavocat, arrivato al suo covo, spiega ai suoi uomini che intende vendicarsi di tutti i Ranger che catturarono lui e la sua banda, che sono in totale 11, fino a Walker. Spiega che l'odio verso i Ranger è una tradizione della sua famiglia perché un suo antenato, Milos Lavocat detto Moon, un bandito del West, era nemico giurato del Ranger Cooper, antenato di Walker. Il criminale comincia così la sua opera di distruzione, e uccide uno dei Ranger che lo arrestarono mentre sta uscendo dal quartier generale, e lascia un messaggio a Walker vantandosi di aver ucciso anche C.D. Un'autopsia rivela infatti che l'anziano non è morto d'infarto, come tutti pensavano, ma è stato avvelenato. Sydney e Gage, testimoni del primo omicidio, iniziano ad indagare con Walker e Trivette. La successiva vittima è proprio Trivette, che mentre è in macchina viene raggiunto dall'auto con Lavocat e Dollarhide, i quali fanno esplodere una bomba nella sua auto. Trivette riesce a trascinarsi fuori dall'auto in fiamme, e viene ricoverato all'ospedale. Il dottore rivela a Walker che l'amico quando è stato portato in ospedale ripeteva in continuazione Lavocat, da cui il Ranger capisce che il criminale non è morto. Nel frattempo Alex, dopo aver cercato invano di convincere Walker a sfuggire alla vendetta di Lavocat perché preoccupata per la sua vita, ha un malore e viene ricoverata, e viene anche fatta partorire d'urgenza con un taglio cesareo. Prosegue intanto la storia dell'antenato di Lavocat, raccontata in parallelo: anch'esso, creduto morto, era tornato per vendicarsi e tra i vari crimini aveva rapito la moglie e la figlia di Cooper per attirarlo in trappola, finendo però ucciso dal Ranger. La narrazione torna nel presente. Lavocat continua la sua opera di mietitura di vittime. Manda infatti i suoi uomini, capitanati da Chastain, a casa del Ranger Wade Harper, che viene ucciso insieme a sua moglie. Alex si risveglia e Walker, ora più tranquillo, può tornare ad occuparsi del caso insieme a Gage e Sydney. Infatti Dollarhide, uno dei criminali, si è allontanato dalla base, un palazzo abbandonato, e viene avvistato dai Ranger. Il criminale ritorna alla base, non accorgendosi però che i Ranger lo hanno seguito e hanno trovato il covo. I Ranger così assaltano l'edificio. Lavocat furioso dà inizio alla battaglia finale contro i Ranger. Walker neutralizza alcuni uomini con una serie di bombe, mentre Gage e Sydney ne uccidono altri due e inseguono dopo una sparatoria Chastain, Dollarhide e Greves. I restanti Ranger neutralizzano i rimanenti membri della banda. Lavocat si prepara ad affrontare Walker, il quale lo coglie di sorpresa sfondando la porta del suo covo. I due innescano così il più feroce e avvincente combattimento di tutta la serie. Sydney e Gage si dirigono nel magazzino dove si sono nascosti i tre criminali, e mentre Sydney combatte con Greves, Gage sconfigge Chastain e uccide Dollarhide. Rimangono così solo Walker e Lavocat, che dopo il lungo scontro finiscono per cadere da una finestra. Entrambi sopravvivono alla caduta, ma Walker innesca una delle bombe che il criminale aveva addosso, facendolo esplodere. Trivette si rimette e esce dall'ospedale e, finita questa estenuante battaglia, Walker accompagna a casa Alex con la neonata, che è stata chiamata Angela, e festeggiano tutti insieme ai Ranger sopravvissuti.
- Guest Star: Robert Fuller (Wade Harper), Marla Adams (Betsy Harper), Marshall R. Teague (Emil Lavocat), Leon Rippy (Chastain), Randall "Tex" Cobb (Dollarhide), Richard Norton (Graves), John Dennis Johnston (Shiltz), Matt Clark (Burt)

- Questo episodio è il sequel dell'episodio pilota Colpo grosso a Fort Worth e per di più è l'episodio finale della serie.